# Föglö
Föglö Kommune er en skærgårdskommune i den sydøstlige del af det finske landskab Ålandsøerne. Kommunen består af 555 øer, småøer, holme og skær, hvoraf kun ca. 10 er beboede. De beboede øer er forbundet med broer, dæmninger eller kabelfærge.
Befolkningen på 583 indbyggere (2007) er primært beskæftiget med landbrug, søfart, turisme, fiskeforædling og på et bådeværft. Kommunens centrum er den største by Degerby, på øen Degerö, med 174 indbyggere (2007). Her finder man bl.a. børnehave, ældreboliger, skole, bibliotek, købmand, post, to banker, café, tre restauranter, feriehuse og campingplads. Kommunens næststørste by er Sonnboda med 77 indbyggere (2007). Derudover er der 20 mindre landsbyer med under 40 indbyggere.
Det officielle sprog i Föglö er svensk ligesom på resten af Ålandsøerne. Ca. 91 % af indbyggerne har svensk som modersmål, mens en lille minoritet på ca. 3 % er finsksproget. Resten udgøres primært af arbejdere fra Estland og Letland, som er indvandret på grund af mangel på arbejdskraft i fiskeforædlingsindustrien.
Der er færgeforbindelse fra Svinö på øen Lumparland til Föglös hovedby Degerby med 14-22 daglige afgange. Der er endvidere færgeforbindelse fra den nordlige landsby Överö til Långnäs på Lumparland og til Sottunga efter behov. Som erstatning for færgerne planlægges for tiden en undervandstunnel fra Föglö til Lemland. Byggeomkostningerne er beregnet til over 40 mill. euro.

## Historie
Det tidligst kendte navn for øerne er Fyghelde. Senere finder man formen Fögel, som altså sidenhen er blevet til Föglö. Navnet hentyder til den fuglerigdom, som findes på skærene i området.
Siden bronzealderen har sejlruten mellem det som nu kaldes Sverige og Finland gået igennem farvandene omkring Föglö. Det vidner fund af grave fra bronzealder og jernalder om. Men skriftlige kilder fra denne periode findes dog ikke. Andre beviser tyder på at ruten også benyttedes i vikingetiden og middelalderen, og efterhånden opstod der behov for serviceydelser i Degerby og Flisö, hvor skibene ofte lagde til og ventede på gunstigt vejr til videre sejlads.
Fast bebyggelse i Degerby opstod i 1100- eller 1200-tallet på et sted hvor der fandtes gode ankermuligheder, og byen voksede efterhånden på grund af nærheden til sejlruten og de deraf følgende opgaver som told, lods, gæstgiveri og handel. Under tronstridighederne på tærsklen til 1600-tallet mellem hertug Karl og kong Sigismund af Sverige blev Degerby hærget og lå derefter ligesom resten af Föglö i en periode øde hen. I 1624 overtog jægermesteren Gustaf Hansson Winberg sammen med en bonde ejendommene i Degerby og påbegyndte bl.a. at drive gæstgiveri.
Landsbyen Flisö husede Finlands første lodsstation, og under den Den Nordiske Syvårskrig udkæmpedes der mellem 1563 og 1570 flere søslag i nærheden af Flisö.
Sejlruten gennem Föglö anvendes fortsat, og de store færger mellem Stockholm og Turku passerer tæt forbi øerne.

## Seværdigheder
Lidt uden for Degerby ligger den seværdige kirke Föglö Kyrka, som er helliget Maria Magdalene, fra 1300-tallet. I kirken hænger bl.a. et bemærkelsesværdigt relikviekrucifiks af sølv fra 1400-tallet. I begyndelsen af 1800-tallet blev kirken for lille, og derfor blev den i 1859-1862 udvidet og samtidig ombygget til korskirke. I slutningen af 1960'erne var kirken lukket, mens den gennemgik en omfattende renovering. Alteret blev flyttet frem og orgelet sat ind i koret, prædikestolen blev erstattet med en læsepult, kirkebænkene blev udskiftet og der blev installeret centralvarme. Kirken åbnede igen den 17. december 1968.
Enigheten – et gæstgiveri, som første gang nævnes i slutningen af 1500-tallet. Gården fungerer i dag som vandrerhjem og cafe/restaurant, og de ældste tilbageværende bygninger er fra 1700-tallet.
Föglömuseet, som viser skiftende udstillinger med relation til Föglö, har til huse i den gamle toldmagasinbygning fra 1826 ved færgelejet i Degerby.
Øen Gloskär, som i 1655-1672 lagde jord til et hospital for spedalske.
Ellers er hovedseværdigheden faktisk øernes natur, især fuglelivet og floraen, der er blandt de mest mangfoldige på Åland.

## Øer og landsbyer
Oversigt over Föglös øer og landsbyer med indbyggertal pr. 1. januar 2007:
| Degerö (210) - Degerby (177) - Granboda (20) - Stentorpa (13) | Sonnbodaland (102) - Sonnboda (77) - Finholma (25) | Östersocknen (99) - Hastersboda (36) - Horsholma (18) - Sanda (18) - Skogboda (14) - Sommarö (13) | Kyrklandet (50) - Prästgården by (26) - Björsboda (24) | Hummersölandet (46) - Bråttö (16) - Kallsö (13) - Flisö (10) - Hummersö (7) |
| Överö ön (41) - Ulversö (22) - Överö (19)                     | Borken (22) - Nötö (22)                            | Jyddö ön (9) - Jyddö (9)                                                                          | Bänö ön (2) - Bänö (2)                                 | Andre (4) - Brändö (1) - Øvrige (3)                                         |